# Lokomotiva L30H

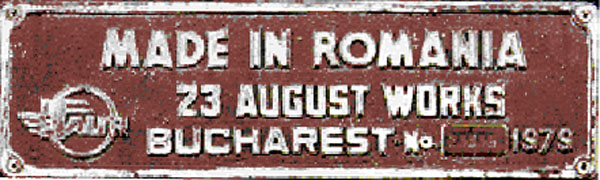
Výrobní štítek lokomotivky 23. srpna na lokomotivě L30H

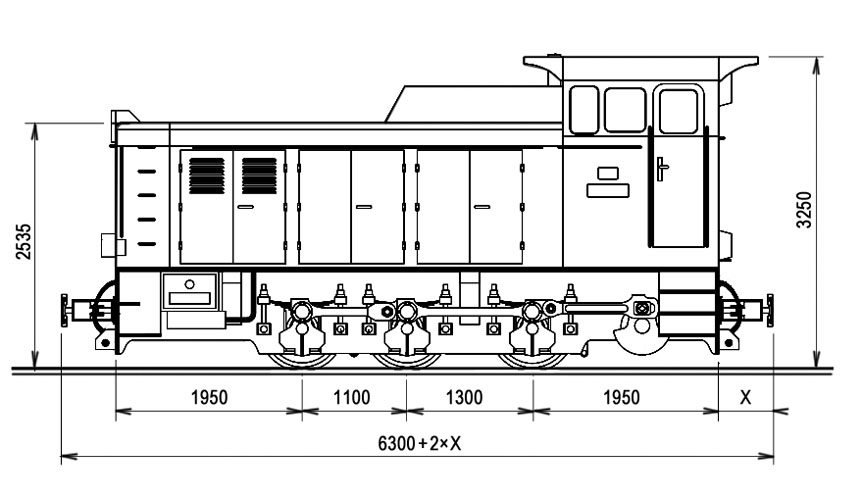
Typový náčrt lokomotivy L30H druhé série (1981-83)

L30H je typové označení úzkorozchodných trojspřežních dieselhydraulických lokomotiv vyráběných v letech 1976–1983 v Závodech 23. srpna (dnes Faur) v rumunské Bukurešti. Největším odběratelem bylo Polsko, prodány byly i do Albánie a Rumunska. Lokomotivy jsou známy i pod polským řadovým označením Lyd2. V Česku jim bylo přiděleno označení TU 38.0.

## Technické provedení
Lokomotiva je třínápravová, kapotového uspořádání. Budka strojvedoucího se dvěma stanovišti pro každý směr jízdy je umístěna na konci vnějšího svařovaného rámu. Lokomotivy byly z výroby vybaveny vznětovým licenčním motorem Maybach o zdvihovém objemu 29,6 l s výkonem omezeným na  350 k (257 kW) a hydrodynamickou převodovkou TH5R-V6. Při pozdějších rekonstrukcích byly do polských lokomotiv osazovány i lodní motory Wola řady H12 (12válec do "V", 26,3 l, 235 kW, licence Henschel). Na kola je točivý moment přenášen vně rámu přes jalovou hřídel, ojnice a spojnice na nápravové kliky s protizávažím. Typ spřáhel se lišil podle zákazníka, kterému byl stroj dodán; zpravidla šlo o nějaký typ centrálního spřáhlového a narážecího ústrojí. Stejně tak byly, i s ohledem na rozchod, rozdílně řešeny i některé konstrukční detaily. Hmotnost na nápravu podle toho je 7 - 8 tun. Brzda byla tlakovzdušná Knorr pro vlak a ruční vřetenová pro stroj.

## Dodávky a provoz
Lokomotivy byly určeny především pro export, navrženy proto byly jako přizpůsobitelné pro různé požadavky zákazníků. Bylo možné je dodat pro rozchod kolejí od 600 do 1067 mm. Předcházela jim dodávka 40 dvounápravových strojů pro egyptské třtinové drážky v roce 1973. Z nich byla později odvozena třínápravová verze. Jejich hlavním odběratelem se stalo Polsko, kam bylo v letech 1977 a 1980–1982 dodáno nejméně 80 kusů. Tři lokomotivy byly r. 1981 prodány do Albánie, 4 kusy z let 1982–1983 zůstaly v Rumunsku.
V Polsku byly lokomotivy provozovány převážně na průmyslových drážkách cukrovarů, hutí a dolů. Lasy Państwowe zakoupily 7 ks, státní PKP pro provoz na svých tratích o rozchodu 600 mm 21 strojů, na 750 mm 3 stroje.
Od 90. let došlo k omezování a rušení úzkorozchodných provozů a nadbytečné lokomotivy byly rušeny nebo odprodávány na muzejní a turistické drážky. Ocitly se tak i ve Francii, v Británii na Welsh Highland Railway (3 stroje), na Great Whipsnade Railway a South Tynedale Railway (1 kus), v Německu na Döllnitzbahn a Zittauer Schmalspurbahn (3 stroje), v Česku (1 stroj), nebo až v Karibiku, na dráze St. Kitts Scenic Railway na Ostrově sv.Kryštofa (3 stroje). V samotném Polsku je dosud (2020) v provozu asi desítka lokomotiv Lyd2, především na Bieszczadské lesní dráze (rozchod 750 mm), Zļninské župní železnici (600 mm) a Hornoslezských úzkorozchodných drahách (785 mm).

## Lokomotiva TU 38.001
V Česku své řady jediný, původně polský stroj provozují Slezské zemské dráhy (SZD). Lokomotiva TU 38.001 byla vyrobena v roce 1977 pod výrobním číslem 23397. Do roku 2003 jezdila po rozsáhlé síti drážek cukrovaru Kruszwica o rozchodu 750 mm pod označením "CK 6" (CK-Lyd2-01). V roce 2003 byl stroj předán do úzkorozchodného železničního skanzenu ve stanici Rudy u Racibórze. Odtud ho roku 2005 zakoupily SZD a od června 2006 je v provozu na turistických vlacích na trati Třemešná ve Slezsku – Osoblaha (rozchod 760 mm).
Po generální opravě ve firmě OLPAS Moravia v Krnově r. 2005 má lokomotiva tyto parametry:
- 6válcový dieselový motor Maybach nastavený na výkon 257 kW,
- hydraulická převodovka TH1,
- průměr kol 800 mm,
- maximální povolená rychlost 20 km/h,
- délka přes spřáhla 8050 mm,
- hmotnost lokomotivy ve službě 24 t.

## Galerie

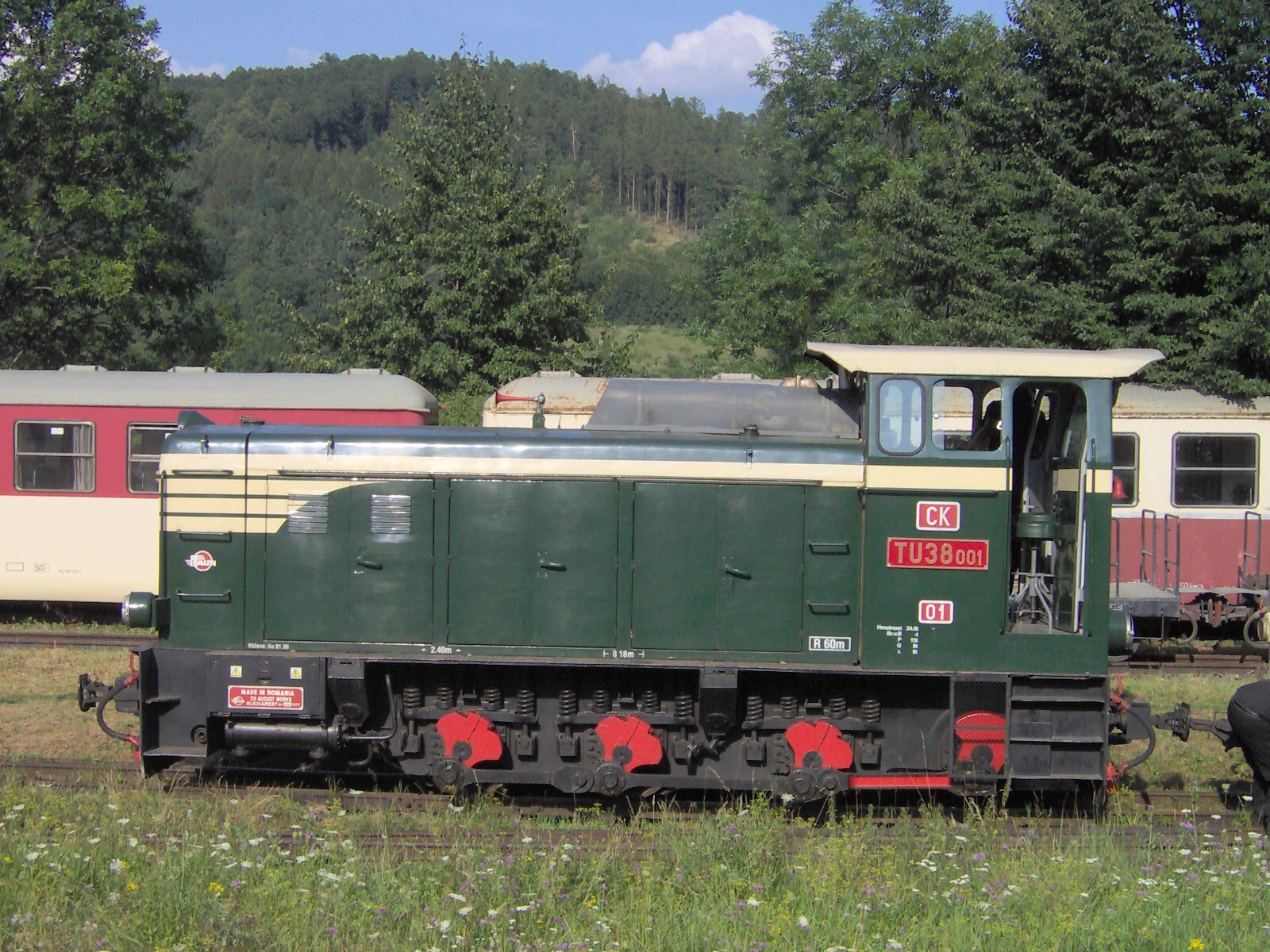
Lokomotiva TU 38.001 společnosti Slezské zemské dráhy na nádraží v Třemešné
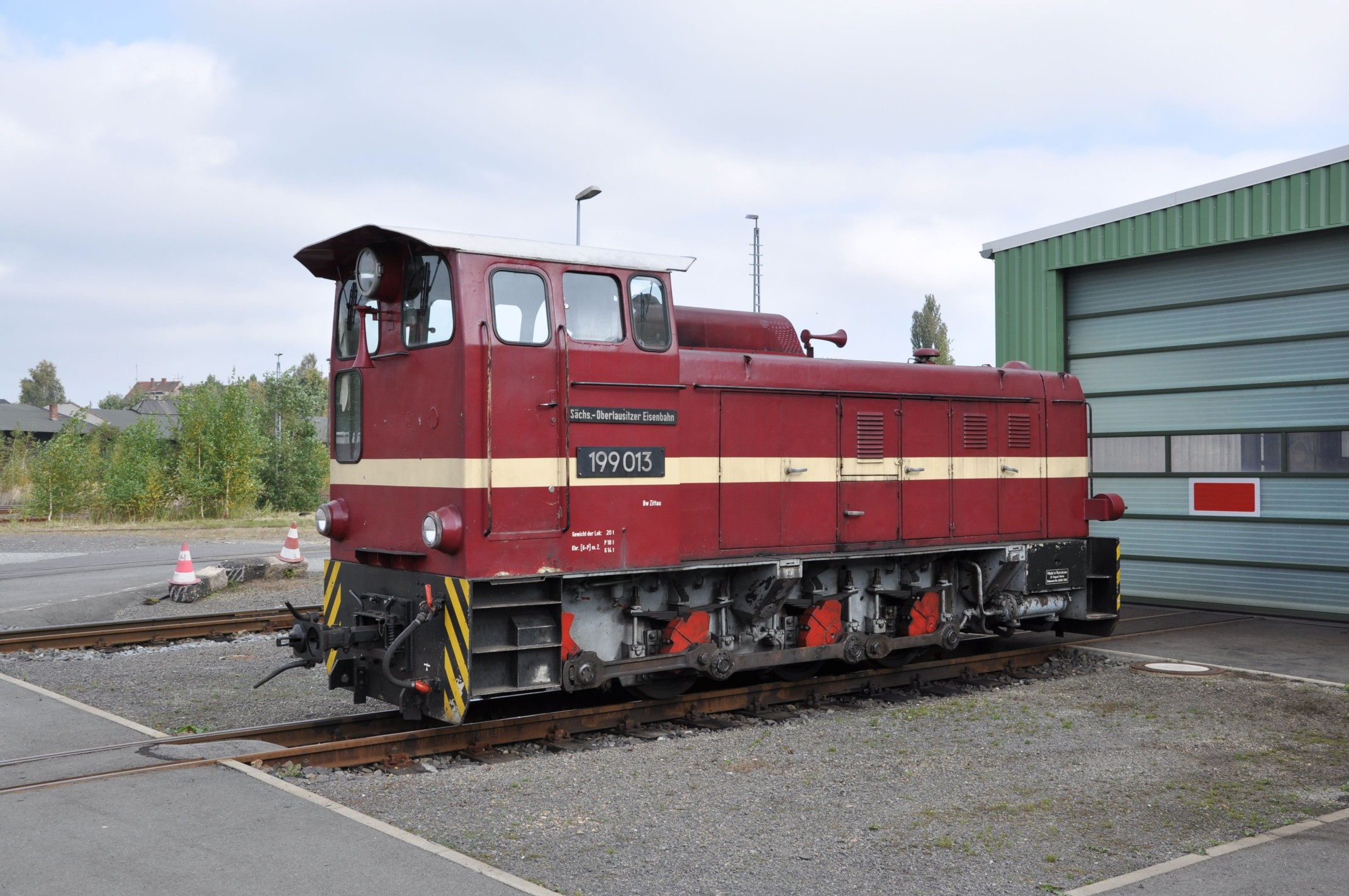
Lokomotiva SOEG 199 013 (L30H-24060) v Žitavě, 2010
- Detail náhonu náprav uložených ve vnějším rámu spojnicemi na klikách s protizávažími, TU 38.001
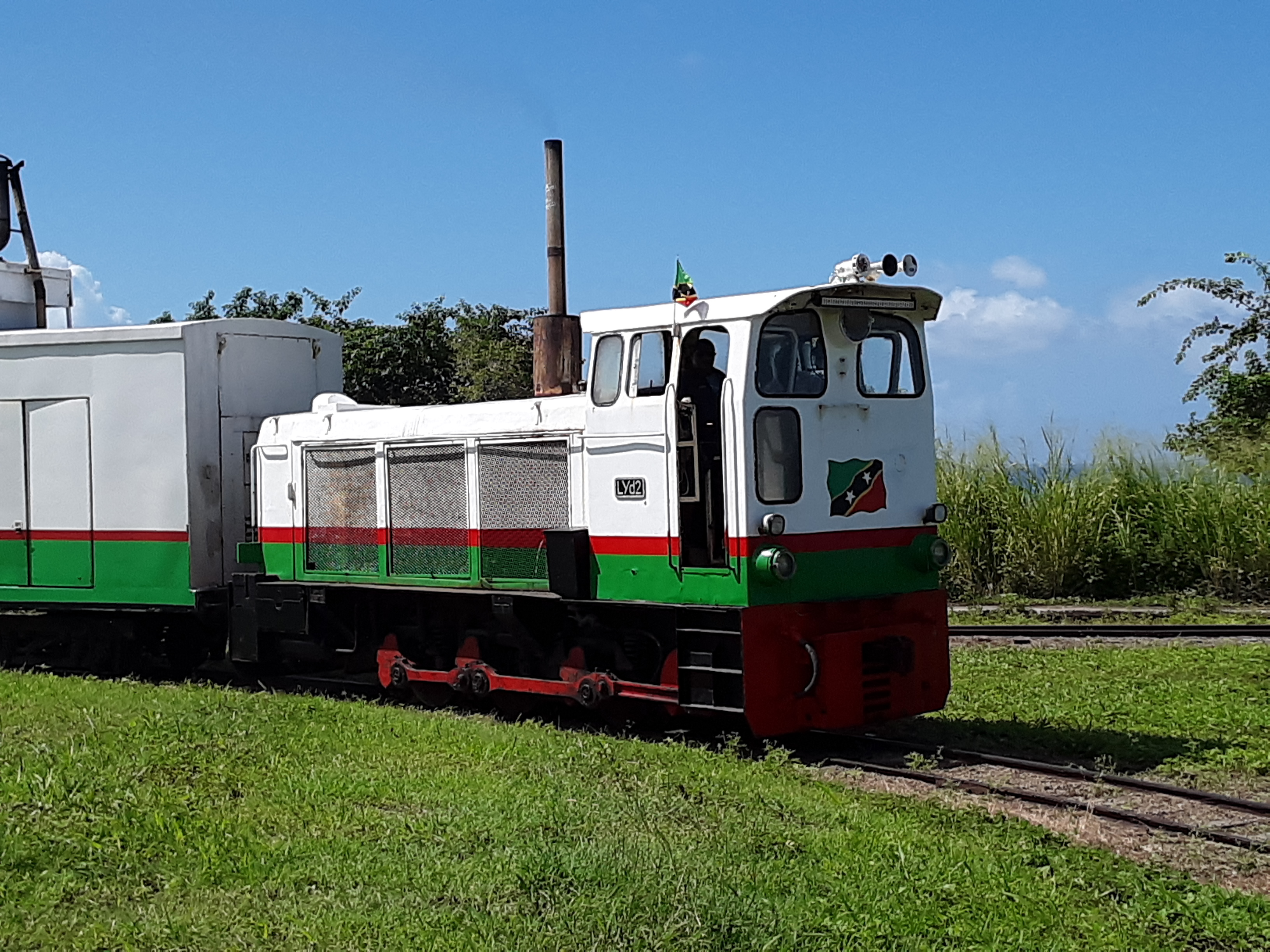
Lokomotiva L30H, ex Lyd2, v provozu na turistické železnici St. Kitts Scenic Railway na Ostrově sv.Kryštofa, 2018
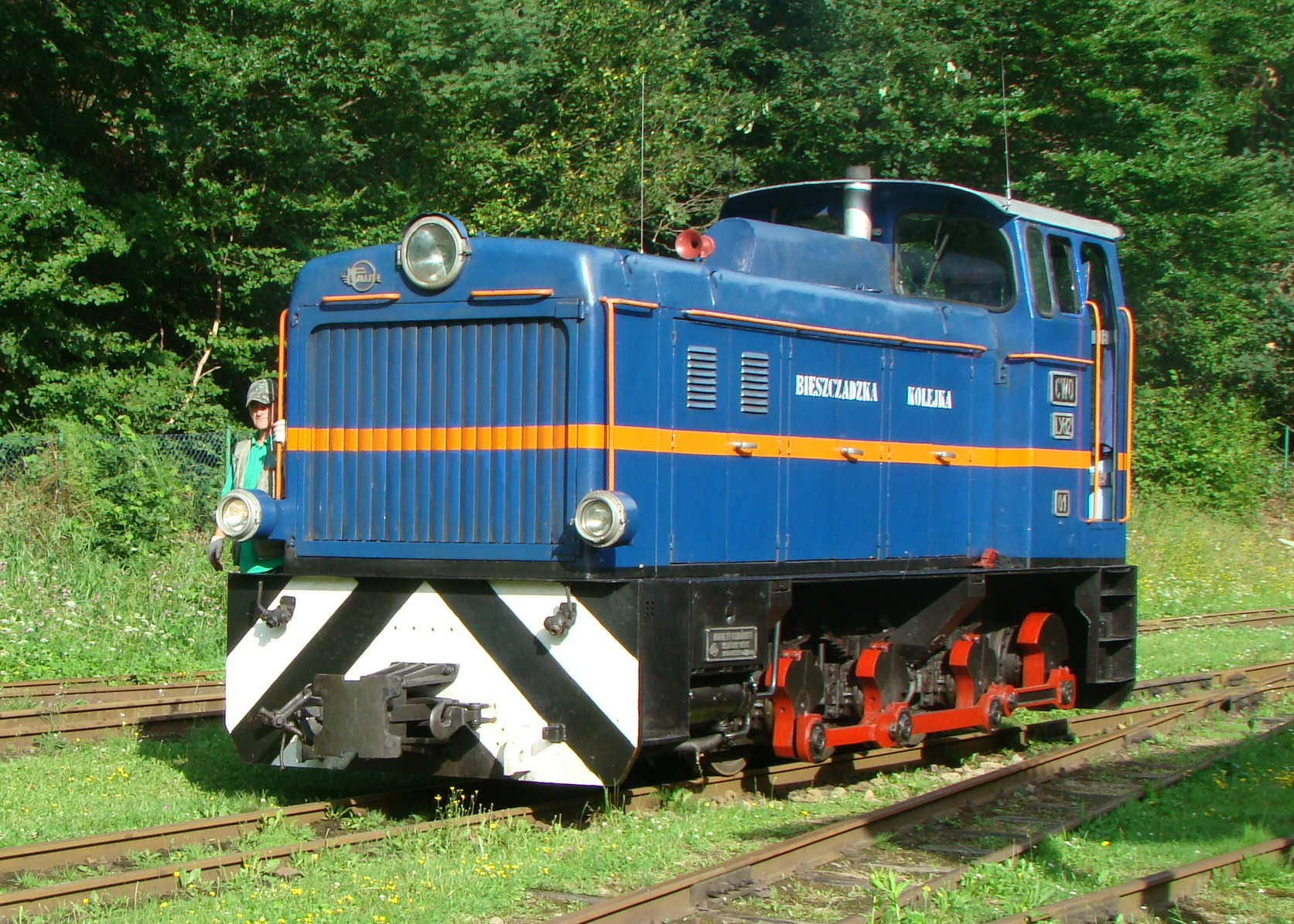
Lokomotiva CWO-Lyd2-01 původně r. 1980 dodaná do cukrovaru Wożuczyn. Bieszczadzka Kolejka Leśna, stanice Cisna-Majdan 2014
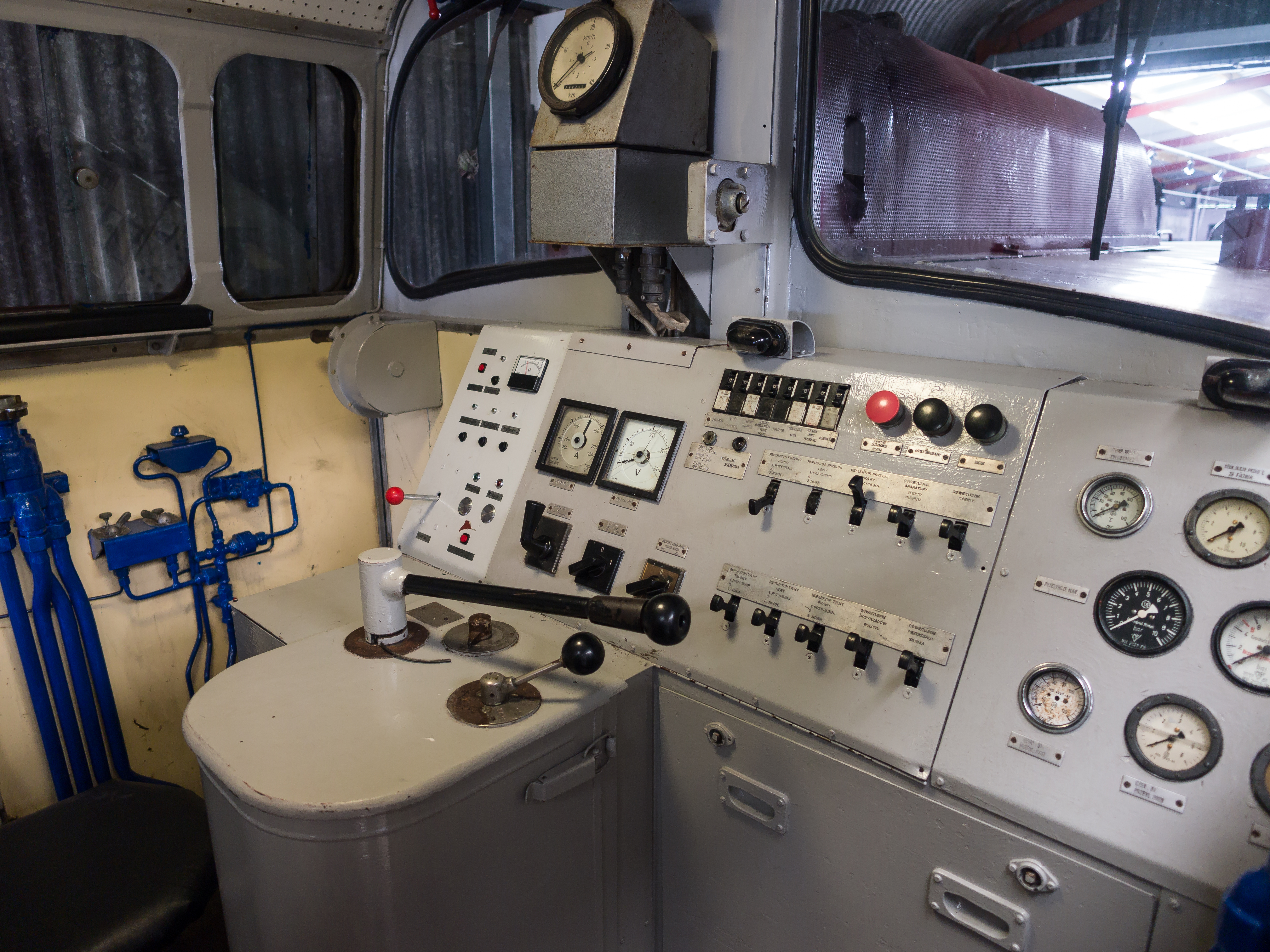
Stanoviště strojvedoucího v kabině lokomotivy L30H (Lyd2) (muzejní dráha WHH, Porthmadoc, Wales 2012)
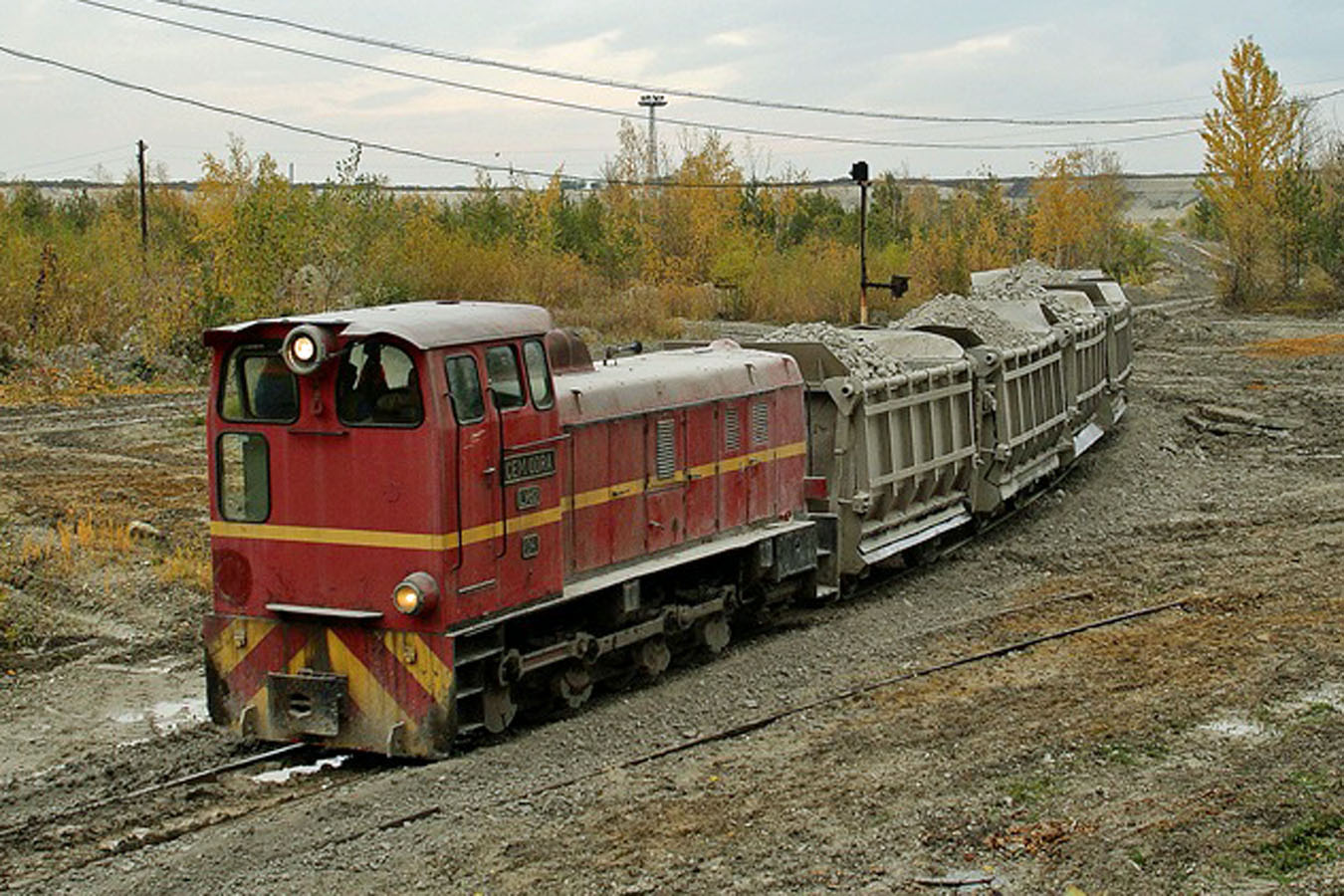
Lokomotiva CMO-Lyd2-04 (L30H, 24364/1981) ve službě pro Cementárnu Odra v Opoli na rozchodu 1000 mm, 26. 10. 2011